# Martin Espernberger
Martin Espernberger (* 20. Dezember 2003 in Linz) ist ein österreichischer Schwimmer. Bei den Schwimmweltmeisterschaften 2024 holte er über 200 Meter Delfin die Bronzemedaille.

## Leben
Martin Espernberger vom ASV Linz ging 2020 als 16-Jähriger zunächst für ein Auslandssemester in die USA und 2022 begann er an der University of Tennessee in Knoxville ein Studium der Elektrotechnik.
Sein erstes Großereignis bestritt er mit den aufgrund der COVID-19-Pandemie auf Mai 2021 verschobenen Schwimmeuropameisterschaften 2020 in Budapest, bei den Schwimmweltmeisterschaften 2023 in Fukuoka erreichte er Rang 20. 
Im Dezember 2023 qualifizierte er sich bei den US Open in Greensboro über 200 Meter Delfin für die Teilnahme an den Olympischen Spielen 2024 in Paris. Zuvor hatte er die Olympianorm im Herbst 2023 bei einem Meeting ohne Olympiastatus unterboten.
Im Februar 2024 holte sich der 20-Jährige in seinem ersten WM-Finale hinter dem Japaner Tomoru Honda und dem Italiener Alberto Razzetti bei den Weltmeisterschaften in Doha über 200 Meter Delfin die Bronzemedaille. Bei den Olympischen Spielen 2024 erreichte er über seine Paradestrecke 200 Meter Delfin den sechsten Platz und unterbot mit einer Zeit von 1:54,17 Minuten den österreichischen Rekord von Dinko Jukić aus dem Jahr 2012.